# Saint-Blaise-la-Roche
Saint-Blaise-la-Roche – miejscowość i gmina we Francji, w regionie Grand Est, w departamencie Dolny Ren.
Według danych na rok 1990 gminę zamieszkiwało 260 osób, a gęstość zaludnienia wynosiła 109 osób/km² (wśród 903 gmin Alzacji Saint-Blaise-la-Roche plasuje się na 622. miejscu pod względem liczby ludności, natomiast pod względem powierzchni na miejscu 650.).